# Zitouna (Skikda)
Pour les articles homonymes, voir Zitouna.
Zitouna (anciennement appelée Bessombourg) est une commune de la wilaya de Skikda en Algérie. Elle est aussi le chef-lieu de la Daïra éponyme.

## Géographie

### Localisation
Zitouna est située dans le massif forestier de Collo, à 4 km du Mont Goufi, à l'Ouest de la wilaya de Skikda, en plein Sud du cap Bougaroun, à 593 mètres d’altitude entre mer et montagne au milieu d’une immense forêt de chênes-lièges de 25 000 hectares. Du fait de sa position, Zitouna est, par route, à 86 km de Skikda et à 14 km de Collo. 

### Superficie
Le territoire de la commune occupe une superficie de 34,32 km2. 

### Communes limitrophes
La commune de Zitouna est délimitée à l’est par la commune de Cheraïa, à l’ouest par la commune de Ouled Attia, au nord par la commune de Kanoua, au sud par la commune de Beni Zid. 
|             | Kanoua   |         |
| Ouled Attia | Zitouna  | Cheraïa |
|             | Beni Zid |         |

### Toponymie
Zitouna (en arabe : زيتونة) est un mot arabe qui désigne l'olivier. Dans la langue populaire des habitants de la région, le mot désigne soit un olivier soit une oliveraie. Le massif de Collo dans lequel est située cette commune est réputé pour ses oliveraies depuis l'antiquité.

## Histoire
L'histoire de Zitouna est étroitement liée à celle de la tribu berbère des Beni Ishak du Goufi . Durant la période de la colonisation française d'Algérie, le village de Zitouna est construit après la Révolte des Mokrani (insurrection de 1871) sur les lieux du douar des Beni Ishak du Goufi. Situé dans le département de Constantine, sur la commune mixte de Collo, le village portait le nom de Bessombourg en l’honneur du fondateur de la société d’exploitation de chêne-liège dans le Constantinois, la Compagnie des Lièges de la Petite Kabylie, Pierre Besson. Il est érigé en commune par arrêté du 14 janvier 1957 (avec une partie du douar Arb El Goufi).
À l'indépendance de l'Algérie, la commune reçoit en 1962 le nom de Zitouna (Olivier). Ce nom n'est pas sans lien avec l'histoire de la région. Des sources affirment que le nom de la localité est en relation avec un olivier millénaire. 

## Démographie
En 2008, la commune comptait 8 351 habitants.  